# Kovács Dániel Gábor
Kovács Dániel Gábor (Karcag, 1981. augusztus 12. –) magyar író, drámaíró.

## Életút
Középiskolai tanulmányait Karcagon a Gábor Áron Gimnáziumban végezte el. 2000-ben Budapestre került, ahol 2007-ben az Eötvös Loránd Tudományegyetem Bölcsésztudományi Karán történelemből, illetve Társadalomtudományi Karán politikaelméletből szerzett diplomát.2014-ben kisfia születése után Pázmándra költözött, ahol jelenleg is él és alkot. Első sikerét 2007-ben érte el, a XXI. sz. Magyar Drámájért Alapítvány drámaversenyének megnyerésével. Azóta ír színdarabokat. 2009-ben jelent meg a Közellenség - Stadionokból az utcára, zavargások - szurkolói szemmel című szociográfiai könyve Karcagi D. néven. 2019-től a Magyar Művészeti Akadémia művészeti ösztöndíj programjának drámaíró ösztöndíjasa. 

## Bemutatói
- 2007 - A libikóka - Tatabányai Művelődési Ház, rendező: Szabados Mihály[4]
- 2016 - Élet a Halálzónában - Sopron Petőfi Színház, rendező: Pápai László [4]
- 2016 - Darázsfészek - Szentendre, PMK, rendező: Kovács István Ákos[5]
- 2019 - A bakancs - Karcag, Déryné Művelődési Központ, rendező: Nagy Tünde [6]
- 2021 - Az ígéret földje - Szentgotthárd Refektórium; Szombathely Püspöki palota; Sopron Vármegyeháza, rendező: Kelemen Zoltán [7]

## Díjai
- 2007 - XXI. sz. Magyar Drámájáért Alapítvány drámapályázatnak első díja.[8]
- 2011 - Nemzeti Színház Romagyilkosságok - dokumentumdráma pályázatnak első díja.
- 2016 - Magyar Művészeti Akadémia 56-os drámapályázatának második díja.[9]

## Kötetei
- Közellenség - Geobook kiadó, 2009
- 1956-os drámatriptichon - Geobook kiadó, 2016[10]
- Örök kőszálra állva - Karcagi Református Egyházközség, 2018 [11]